# Белгородская областная дума
Белгородская областная Дума — законодательный (представительный) орган государственной власти Белгородской области. Избирается сроком на пять лет. На сегодняшний день областная Дума состоит из 50 депутатов.

## История

### I созыв (1994—1997)
История областной Думы начинается с 1994 года, когда 20 марта состоялись выборы депутатов законодательного (представительного) органа государственной власти области — областного Собрания народных представителей. На второй сессии Собрания утверждено новое, нынешнее наименование законодательного (представительного) органа власти области — Белгородская областная Дума. В Думу был избран 21 депутат. Председателем Думы стал Селивёрстов Юрий Иванович.
Были образованы четыре постоянные комиссии: по законодательной деятельности и вопросам местного самоуправления; по экономической политике, бюджету и финансам; по социальной политике и мандатная комиссия.
В апреле 1995 года Думой был принят Устав Белгородской области, позже блок законов и положений по местному самоуправлению, закон о выборах главы администрации и другие.
Всего Думой первого созыва было принято 133 областных закона.

### II созыв (1997—2001)
Областная Дума второго созыва (1997—2001 г.г.) большое внимание уделяла совершенствованию бюджетного процесса, повышению качества разработки областных бюджетов. Для более полного изучения проблем широко применялась практика проведения «круглых столов» и депутатских слушаний. Повышение эффективности управления экономикой области депутаты Думы связывали с совершенствованием налогового законодательства, дальнейшим расширением мер государственной поддержки инвестиционной деятельности и малого предпринимательства. В 1998 году был принят закон «О Контрольно-счётной палате Белгородской области», образован таким образом постоянно действующий орган государственного контроля.
Председателем Думы со II по IV созывы работал Зеликов Анатолий Яковлевич.
Областной Думой второго созыва был принят 161 закон.

### III созыв (2001—2005)
Думой третьего созыва (2001—2005 г.г.) принято 233 закона. В том числе: «Социальный кодекс Белгородской области», «О потребительской корзине в Белгородской области», «О развитии системы ипотечного жилищного кредитования в Белгородской области», «Градостроительный кодекс Белгородской области», «О науке и научно-технической политике в Белгородской области», «Об объектах культурного наследия (памятниках истории и культуры) Белгородской области», «Об особенностях оборота земель сельскохозяйственного назначения в Белгородской области».

### IV созыв (2005—2010)
16 октября 2005 года состоялись выборы в областную думу IV созыва.
Партия «Единая Россия» в целом получила в областной думе 20 из 35 мест. Ещё в восьми округах, где «Единая Россия» не выставляла кандидатов, победили руководители крупных предприятий, которых поддерживали белгородские власти.
Оппозиция представлена: 4 места — Компартия КПРФ в Белгородской области, 2 — БРО ЛДПР, 1 — партия Родина.
Думой четвёртого созыва (2005—2010 г.г.) принято 368 законов. В том числе «Об организации системы социального обслуживания в Белгородской области», «Об осуществлении учёта граждан, нуждающихся в жилых помещениях, и предоставлении им жилых помещений по договору социального найма», «Об организации государственного управления архивным делом в Белгородской области», «О квотировании рабочих мест для трудоустройства несовершеннолетних граждан», «О пожарной безопасности в Белгородской области», «О социальном партнёрстве в Белгородской области».

### V созыв (2010—2015)
Выборы в Белгородскую областную Думу V созыва состоялись 10 октября 2010 года (до 14 января 2015 года – председатель Думы Кулабухов Иван Николаевич, с 22 января 2015 года – председатель Думы Потрясаев Василий Николаевич).
От Единой России по общеобластному списку шла тройка: Савченко — Скоч — Емельяненко.
В Думе V созыва впервые создан комитет по АПК, земельным отношениям, природопользованию и экологии.
Депутаты областной Думы V созыва приняли ряд законов в поддержку инновационных направлений развития экономики, предусматривающих механизмы льготного налогообложения («О льготах по налогу на прибыль организаций», «О налоге на имущество организации»). Также на законодательном уровне закреплены инициативы, направленные на поддержку белгородских семей, материнства и детства, охраны здоровья населения области. Внесены существенные изменения в Социальный кодекс региона.
В апреле 2014 года региональный законодательный орган отметил юбилей - 20 лет своей работы. Участниками праздничных мероприятий стали депутаты всех созывов, и многие из них получили государственные и областные награды.
В начале 2015 года депутаты Белгородской областной Думы наделили полномочиями члена Совета Федерации Федерального Собрания Российской Федерации – представителя от областной Думы Кулабухова Ивана Николаевича, который до этого времени возглавлял законодательный орган пятого созыва. Мошкович Вадим Николаевич, с 2006 года представлявший в Верхней палате российского Парламента областную Думу,  в декабре 2014 года досрочно сложил с себя полномочия.
Новым председателем Белгородской областной Думы 22 января 2015 года единогласно был избран Потрясаев Василий Николаевич, бывший до этого вице-спикером, председателем комитета по местному самоуправлению и вопросам экономического развития и предпринимательства. Мандат депутата облдумы пятого созыва, ставший вакантным после перехода Кулабухова И.Н. в сенаторы, передан ректору Московского института стали и сплавов Черниковой Алевтине Анатольевне.
В ноябре 2014 года Устав Белгородской области был дополнен положением, согласно которому 25 депутатов Белгородской областной Думы избираются по одномандатным избирательным округам, ещё 25 — по единому избирательному округу. Депутаты приняли закон единогласно, сокращая процедуру второго и третьего чтения. В результате количество депутатов Белгородской областной Думы увеличилось с 35 до 43, а затем и до 50 человек.

### VI созыв (2015—2020)
Выборы в Белгородскую областную Думу VI созыва состоялись 13 сентября 2015 года.

### VII созыв (2020—2025)
Выборы в Белгородскую областную Думу VII созыва состоялись 13 сентября 2020 года.
На выборы 2020 года была не допущена партия "Новые Люди", причиной для отказа в участии были неправильно собранные подписи. Партия "Новые Люди" провела серию пикетов и посчитала решение несправедливым. 

## Полномочия
Основные полномочия Белгородской областной Думы установлены следующими нормативными правовыми актами:
Федеральным законом от 6 октября 1999 года № 184-ФЗ «Об общих принципах организации законодательных (представительных) и исполнительных органов государственной власти субъектов Российской Федерации»; Уставом Белгородской области.
Исходя из статьи 5 Федерального закона от 6 октября 1999 года № 184-ФЗ «Об общих принципах организации законодательных (представительных) и исполнительных органов государственной власти субъектов Российской Федерации», основными полномочиями Белгородской областной Думы являются:
- Принятие Устава Белгородской области и поправок к нему
- Осуществление законодательного регулирования по предметам ведения Белгородской области и предметам совместного ведения Российской Федерации и Белгородской области в пределах полномочий Белгородской области
- Заслушивание ежегодных отчетов Губернатора Белгородской области о результатах деятельности Правительства Белгородской области, в том числе по вопросам, поставленным Белгородской областной Думой

Также Белгородская областная Дума осуществляет иные полномочия, установленные Конституцией Российской Федерации, указанным Федеральным законом, другими федеральными законами, уставом и законами Белгородской области.
При этом, законом Белгородской области:
- Утверждаются областной бюджет и отчёт о его исполнении, представленные Губернатором Белгородской области
- В пределах полномочий, определённых федеральным законом, устанавливается порядок проведения выборов в органы местного самоуправления на территории Белгородской области
- Утверждаются программы социально-экономического развития Белгородской области, представленные Губернатором Белгородской области
- Устанавливаются налоги и сборы, установление которых отнесено федеральным законом к ведению Белгородской области, а также порядок их взимания
- Утверждаются бюджеты территориальных государственных внебюджетных фондов Белгородской области и отчёты об их исполнении
- Устанавливается порядок управления и распоряжения собственностью области, в том числе долями (паями, акциями) области в капиталах хозяйственных обществ, товариществ и предприятий иных организационно-правовых форм
- Утверждаются заключение и расторжение договоров Белгородской области
- Устанавливается порядок назначения и проведения референдума Белгородской области
- Устанавливаются порядок проведения выборов в Белгородскую областную Думу, порядок проведения выборов Губернатора Белгородской области и порядок отзыва Губернатора Белгородской области
- Устанавливается административно-территориальное устройство Белгородской области и порядок его изменения
- Устанавливается система исполнительных органов государственной власти Белгородской области
- Регулируются иные вопросы, относящиеся в соответствии с Конституцией Российской Федерации, федеральными законами, уставом и законами Белгородской области к ведению и полномочиям Белгородской области.

Постановлением Белгородской областной Думы:
- Принимается регламент Белгородской областной Думы и решаются вопросы внутреннего распорядка его деятельности
- Назначаются на должность и освобождаются от должности отдельные должностные лица Белгородской области, оформляется согласие на их назначение на должность, если такой порядок назначения предусмотрен Конституцией Российской Федерации, федеральными законами и уставом Белгородской области
- Назначаются дата выборов в Белгородскую областную Думу, выборов Губернатора Белгородской области и голосования по отзыву Губернатора Белгородской области
- Назначается референдум Белгородской области в случаях, предусмотренных законом Белгородской области
- Оформляется решение о недоверии (доверии) Губернатору Белгородской области, а также решение о недоверии (доверии) руководителям органов исполнительной власти Белгородской области, в назначении которых на должность Белгородская областная Дума принимала участие в соответствии с Уставом Белгородской области
- Утверждается соглашение об изменении границ области
- Одобряется проект договора о разграничении полномочий
- Назначаются на должность судьи конституционного (уставного) суда Белгородской области
- Оформляются иные решения по вопросам, отнесённым Конституцией Российской Федерации, указанным Федеральным законом, другими федеральными законами, уставом и законами Белгородской области к ведению Белгородской областной Думы.

Также Белгородская областная Дума в пределах и формах, установленных уставом и законами Белгородской области:
- Осуществляет наряду с другими уполномоченными на то органами контроль за соблюдением и исполнением законов области, исполнением бюджета области, исполнением бюджетов территориальных государственных внебюджетных фондов Белгородской области, соблюдением установленного порядка распоряжения собственностью Белгородской области
- Осуществляет иные полномочия, установленные Конституцией Российской Федерации, указанным Федеральным законом, другими федеральными законами, уставом и законами Белгородской области.

В Уставе Белгородской области полномочия Белгородской областной Думы закреплены статьей 26 Устава Белгородской области согласно которой к полномочиям Белгородской областной Думы относит:
- Принятие Устава Белгородской области и поправок к нему
- Осуществление нормативного регулирования общественных отношений
- Толкование законов Белгородской области, осуществление контроля за их исполнением
- Заслушивание ежегодных отчетов Губернатора Белгородской области о результатах деятельности Правительства Белгородской области, в том числе по вопросам, поставленным Белгородской областной Думой
- Согласование назначения на должность лиц, замещающих должности первый заместителя, заместителей Губернатора Белгородской области, начальников департаментов Белгородской области, осуществляющих функции управления финансами, социальной защиты населения, управления собственностью Белгородской области, а также иных должностных лиц в случаях, когда согласование назначения на должность отнесено к полномочиям органов государственной власти субъекта Российской Федерации или законодательного (представительного) органа государственной власти субъекта Российской Федерации
- Принятие решения о недоверии (доверии) Губернатору Белгородской области, а также лицам, замещающим иные государственные должности Белгородской области, назначение которых на должность согласовывала Белгородская областная Дума
- Назначение на должность председателя, заместителя председателя, аудиторов Контрольно-счетной палаты Белгородской области и досрочное освобождение от должности председателя и заместителя председателя Контрольно-счетной палаты Белгородской области
- Назначение на должность мировых судей Белгородской области и судей Уставного суда Белгородской области
- Назначение половины членов избирательной комиссии Белгородской области и освобождение их от исполнения обязанностей до истечения срока полномочий
- Утверждение соглашения об изменении границ области
- Принятие решения о самороспуске
- Утверждение заключения и расторжения договоров Белгородской области
- Назначение выборов в Белгородскую областную Думу, выборов и голосования по отзыву Губернатора Белгородской области
- Назначение референдума Белгородской области
- Иные полномочия, установленные Конституцией Российской Федерации, федеральными законами, Уставом и законами Белгородской области.

## Адрес
308005, г. Белгород, Соборная площадь, 4